# گیلاس سیاه
 گیلاس سیاه(نام علمی: Prunus serotina) نام یک گونه از سرده پرونوس است.